# Marcelo Pereira Moreira
Marcelo Pereira Moreira, mais conhecido como Pavão (Recife, 15 de abril de 1974), é um ex-futebolista brasileiro.

## Carreira
Revelado pelas categorias de base do São Paulo, Pavão teve de esperar até 1994 para ganhar espaço no clube. No ano anterior, chegou a ser emprestado por cinco meses ao Botafogo de Ribeirão Preto. Acabou por se destacar no São Paulo durante o Campeonato Brasileiro de 1994 e ganhou a Bola de Prata da revista Placar na posição de lateral-direito. Naquele mesmo ano, fez parte do grupo que conquistou a Copa Conmebol, disputada pelo time reserva do São Paulo, apelidado de "Expressinho".
O atleta credita ao técnico Telê Santana muito do sucesso que obteve na época. "Ele que me ensinou a bater na bola", explicou, em entrevista ao Uol Esporte em 2011. "Ficava treinando comigo na chuva. Botou-me para estrear no profissional com dezessete anos, em 1991. Para você ver a confiança que ele tinha em mim." O próprio Telê se gabava disso. "Que outro treinador teria a coragem de dar uma chance a um jogador com esse porte?", perguntou, retoricamente, o técnico em 1994, referindo-se à baixa estatura do jogador (1,67 metro). O sucesso de Pavão fez com que Cafu pudesse se dedicar ao meio-campo.
O sucesso durou pouco. No final de 1995, menos de um ano após ter sido eleito o melhor lateral-direito do Brasileiro, estava na lista de possíveis dispensas do Tricolor. Ainda assim, segundo uma funcionária do centro de treinamentos do clube ele era, ao lado de Telê, quem mais recebia cartas de fãs.
No início de 1996 ele teria sido assediado pelo Santos, mas acabou indo para o Atlético Paranaense. Naquele ano passou ainda pelo Rio Branco, de Americana, e no ano seguinte defendeu o Atléico Goianiense, antes de se transferir para o Austria Lustenau, como a contratação mais cara da história do futebol austríaco, por 600 mil dólares.
"Não queria ir para lá, pensei que só tinha neve", contaria o jogador em 2011. "Mas foi uma experiência muito boa. Cheguei e todo mundo me conhecia. Todo mundo com foto minha para eu autografar. Nos jogos tinha umas duas mil pessoas com bandeiras do Brasil. Cresci muito, aprendi a falar alemão."
Ele ficou três anos na Áustria e depois foi para o Tenerife, da Espanha, onde não teve muitas chances.
De volta ao Brasil em 2001, defendeu o Mogi Mirim, o Treze e o Brasiliense antes de se aposentar, em 2002. "Parei de jogar meio cedo", desabafou em 2011. "Mas é que nunca tive um empresário fera. Só peguei filha da mãe. Me enganaram muito."

## Títulos

### Como Jogador
Sâo Paulo
- Copa Conmebol: 1994
- Copa dos Campeões Mundiais: 1995
- Copa São Paulo de Futebol Júnior: 1993
- Recopa Sul-Americana: 1994

Treze
- Campeonato Paraibano de Futebol: 2001